# Reprezentacja Czech na Mistrzostwach Świata w Narciarstwie Klasycznym 2011
Reprezentacja Czech na Mistrzostwach Świata w Narciarstwie Klasycznym 2011 liczy 21 sportowców.

## Medale

### Złote medale
Brak

### Srebrne medale
Brak

### Brązowe medale
Brak

## Wyniki

### Biegi narciarskie mężczyzn
Sprint
- Martin Koukal - 23. miejsce
- Dušan Kožíšek - 24. miejsce
- Petr Novák - odpadł w kwalifikacjach

Bieg łączony na 30 km
- Martin Jakš - 31. miejsce
- Jiří Magál - 39. miejsce
- Petr Novák - 50. miejsce
- Martin Koukal - 51. miejsce

Bieg na 15 km
- Lukáš Bauer - 7. miejsce
- Martin Jakš - 18. miejsce

Sprint drużynowy
- Dušan Kožíšek, Petr Novák - 13. miejsce

Sztafeta 4 × 10 km
- Martin Jakš, Jiří Magál, Martin Koukal, Lukáš Bauer - 8. miejsce

Bieg na 50 km
- Lukáš Bauer - 13. miejsce
- Martin Koukal - 23. miejsce
- Jiří Magál - 43. miejsce
- Petr Novak - nie wystartował

### Biegi narciarskie kobiet
Sprint
- Eva Nývltová - odpadła w kwalifikacjach

Bieg łączony na 15 km
- Ivana Janečková - 22. miejsce
- Eva Nývltová - 34. miejsce

Sprint drużynowy
- Ivana Janečková, Eva Nývltová - 12. miejsce

Bieg na 30 km
- Ivana Janečková - 20. miejsce
- Eva Nývltová - 29. miejsce

### Kombinacja norweska
Konkurs indywidualny HS 106/10 km
- Tomáš Slavík - 11. miejsce
- Miroslav Dvořák - 23. miejsce
- Aleš Vodseďálek - 39. miejsce
- Pavel Churavý - nie wystartował

Konkurs drużynowy HS 106/4 × 5 km
- Tomáš Slavík, Miroslav Dvořák, Aleš Vodseďálek, Lukas Havranek - 10. miejsce

Konkurs indywidualny HS 134/10 km
- Tomáš Slavík - 7. miejsce
- Miroslav Dvořák - 20. miejsce
- Pavel Churavý - 37. miejsce
- Aleš Vodseďálek - nie wystartował

Konkurs drużynowy HS 134/4 × 5 km
- Tomáš Slavík, Miroslav Dvořák, Aleš Vodseďálek, Pavel Churavý - 9. miejsce

### Skoki narciarskie mężczyzn
Konkurs indywidualny na skoczni normalnej
- Jakub Janda - 21. miejsce
- Borek Sedlák - 27. miejsce
- Roman Koudelka - 35. miejsce
- Lukáš Hlava - 42. miejsce

Konkurs drużynowy na skoczni normalnej
- Jan Matura, Jakub Janda, Borek Sedlák, Roman Koudelka - 7. miejsce

Konkurs indywidualny na skoczni dużej
- Roman Koudelka - 22. miejsce
- Jakub Janda - 28. miejsce
- Jan Matura - 40. miejsce
- Lukáš Hlava - 47. miejsce

Konkurs drużynowy na skoczni dużej
- Roman Koudelka, Jakub Janda, Jan Matura, Lukáš Hlava - 8. miejsce

### Skoki narciarskie kobiet
Konkurs indywidualny na skoczni normalnej
- Michaela Doleželová - 28. miejsce
- Vladěna Pustková - 29. miejsce
- Lucie Míková - 36. miejsce